# Mercury - Act I
Mercury - Act 1 è il quinto album in studio del gruppo musicale statunitense Imagine Dragons, pubblicato il 3 settembre 2021 dalla Interscope Records.

## Descrizione
Il quinto progetto discografico vede il gruppo comparire come autore di tutti e tredici i brani, affrontando sonorità provenienti dal rock alternativo, synth pop, elettropop e contemporary R&B. Gli Imagine Dragons hanno scelto Rick Rubin come produttore esecutivo dell'album, motivato dal frontman Dan Reynolds attraverso la seguente dichiarazione:

Reynolds ha descritto l'album come diviso in due parti: una organica e che guarda dentro, l'altra più aggressiva e che guarda fuori. Il titolo deriva dalla parola "mercuriale", attingendo alle lotte per la salute mentale di Reynolds e alla mancanza di una specifica classificazione di genere musicale del gruppo, mentre i testi affrontano tematiche come la perdita, la solitudine e il dolore, celebrando anche la vita. Parlando del progetto Reynolds racconta:

## Promozione
Il 12 marzo 2021 è stato pubblicato il doppio singolo Follow You/Cutthroat, che ottiene un discreto successo nelle classifiche internazionali soprattutto con Follow You. Il video del brano riceverà successivamente una candidatura agli MTV Video Music Awards 2021 nella categoria "Best Alternative Video".
Con la pubblicazione del singolo Wrecked, avvenuta il 2 luglio, il gruppo ha annunciato il titolo del disco e lanciato il pre-ordine. Viene inoltre definita la data di pubblicazione, fissata al 3 settembre 2021. Il 24 settembre è stato pubblicato in Italia il terzo singolo Lonely.
Il 28 ottobre 2021 viene pubblicato il singolo Enemy in collaborazione con rapper statunitense JID, realizzata per la colonna sonora della serie animata Arcane e successivamente inclusa nella riedizione digitale dell'album.

## Accoglienza
Mercury - Act I è stato accolto con meno entusiasmo dalla critica musicale rispetto ai precedenti lavori degli Imagine Dragons. Evan Rytlewski di Pitchfork ha evidenziato come il disco non presenti alcun segno di maturità artistica e non è rimasto colpito dal «salto di genere» del gruppo, concludendo che «nonostante la presenza apparentemente umanizzante di Rick Rubin, il santo patrono del prestigio del rock, questi showmen di Las Vegas suonano ancora come se sparassero le loro emozioni da un cannone per magliette».
Altre recensioni negative hanno criticato i tentativi del gruppo di unire troppi generi tra loro. El Hunt di NME ha dato all'album due stelle, sottolineandone la mancanza di coesione e originalità. David Smyth di Evening Standard ha definito l'album «più irritante che stimolante», dichiarando che «ci sono alcuni brani che potrebbero piacervi, ma altri che odierete brutalmente».
Neil Z. Yeung di AllMusic ha invece apprezzato l'album, scrivendo: «Anche se il suono generale e la struttura narrativa potrebbero essere migliorati, Mercury: Act 1 è un enorme passo avanti nel loro processo di maturazione».

## Tracce
1. My Life – 3:44 (Imagine Dragons, Mattman & Robin, Justin Tranter)
2. Lonely – 2:39 (Imagine Dragons, Mattman & Robin, Justin Tranter)
3. Wrecked – 4:04 (Imagine Dragons)
4. Monday – 3:07 (Imagine Dragons, Andrew Tolman)
5. #1 – 3:25 (Imagine Dragons, Kaelyn Behr, Mark Benedicto)
6. Easy Come Easy Go – 2:59 (Imagine Dragons, Jayson DeZuzio)
7. Giants – 3:30 (Imagine Dragons)
8. It's OK – 3:22 (Imagine Dragons)
9. Dull Knives – 3:33 (Imagine Dragons, Aja Volkman)
10. Follow You – 2:55 (Imagine Dragons, Elley Duhé, Fran Hall, Joel Little)
11. Cutthroat – 2:49 (Imagine Dragons)
12. No Time for Toxic People – 3:27 (Imagine Dragons, Jason Suwito)
13. One Day – 2:31 (Imagine Dragons, Jesse Shatkin, Dylan Wiggins)

Traccia bonus nella riedizione in digitale e streaming
1. Enemy – 2:53 (Justin Tranter, Ben McKee, Dan Reynolds, Daniel Platzman, Mattias Larsson, Robin Fredriksson, Wayne Sermon, Destin Route)

## Classifiche

### Classifiche settimanali
| Classifica (2021-22) | Posizione massima |
| -------------------- | ----------------- |
| Australia            | 10                |
| Austria              | 5                 |
| Belgio (Fiandre)     | 10                |
| Belgio (Vallonia)    | 4                 |
| Canada               | 8                 |
| Croazia              | 18                |
| Danimarca            | 37                |
| Finlandia            | 20                |
| Francia              | 4                 |
| Germania             | 5                 |
| Grecia               | 14                |
| Irlanda              | 26                |
| Italia               | 8                 |
| Lituania             | 18                |
| Norvegia             | 9                 |
| Nuova Zelanda        | 11                |
| Paesi Bassi          | 6                 |
| Polonia              | 8                 |
| Portogallo           | 4                 |
| Regno Unito          | 7                 |
| Repubblica Ceca      | 1                 |
| Slovacchia           | 3                 |
| Spagna               | 6                 |
| Stati Uniti          | 9                 |
| Svezia               | 17                |
| Svizzera             | 4                 |
| Ungheria             | 38                |

### Classifiche di fine anno
| Classifica (2021) | Posizione |
| ----------------- | --------- |
| Belgio (Vallonia) | 88        |
| Francia           | 76        |
| Portogallo        | 82        |
| Slovacchia        | 10        |
| Spagna            | 100       |
| Svizzera          | 29        |
| Classifica (2022) | Posizione |
| Belgio (Vallonia) | 146       |
| Francia           | 14        |
| Italia            | 42        |
| Spagna            | 45        |
| Svizzera          | 57        |
| Classifica (2023) | Posizione |
| Spagna            | 87        |